# Grande Reportagem (RTP1)
Grande Reportagem foi um programa de jornalismo transmitido pela RTP1, que tinha na equipa os jornalistas José Manuel Barata Feyo, Artur Albarran, Joaquim Furtado, Miguel Sousa Tavares, Rui Araújo, Seruca Salgado, Diana Andringa, Fernanda Bizarro, Carlos Pinto Coelho e Carlos Oliveira.
Este programa foi pioneiro na televisão portuguesa por ter sido o primeiro programa dedicada a reportagens internacionais da televisão portuguesa, ultrapassando as condicionantes materiais e financeiras vividas pela RTP na época. Era apresentado por dois pivôs, um que introduzia o tema da reportagem, e outro, que era o autor, e que explicava todo o processo de elaboração.
Ao longo dos seus três anos de história, foi responsável por cobrir vários temas, sobretudo internacionais, como a ocupação indonésia de Timor-Leste, a Guerra Civil Angolana, o Chade pós-guerra civil, mas, também, temas sociais, como o analfabetismo e a toxicodependência, e nacionais, como o Caso Camarate. Também entrevistou figuras como François Mitterrand e Jaime Gama.
Apesar do programa ter chegado ao fim em maio de 1984, o último programa só foi para o ar em outubro do mesmo ano, sobre os territórios angolanos controlados pela UNITA, no contexto da Guerra Civil Angolana, cuja reportagem havia sido censurada pela administração da RTP, nomeada pelo então governo do Bloco Central; na sequência disso, Barata Feyo foi suspenso e proibido de entrar nas instalações da RTP durante 19 meses. Da mesma forma, uma outra reportagem, da autoria da BBC "África do Sul: até à última gota de sangue" sobre o regime do “apartheid” naquele país, revoltou o embaixador em Lisboa, e levou o Presidente da República e o Primeiro-Ministro portugueses a manifestarem-se pela não oportunidade da passagem do referido programa.
Após o fim do programa, foi lançada a revista homónima, dirigida por José Manuel Barata Feyo, e que esteve nas bancas entre 1984 e 1985.

## Reconhecimentos
| Ano  | Prémio                                           | Categoria               | Destinatários e nomeados | Resultado | Ref.   |
| ---- | ------------------------------------------------ | ----------------------- | ------------------------ | --------- | ------ |
| 1982 | Videos 81                                        | Informação e Reportagem | Grande Reportagem        | Venceu    | [ 14 ] |
| 1982 | União de Rádios e Televisões Nacionais Africanas | Informação e Reportagem | "Tassili n’Ajjer"        | 2º prémio | [ 6 ]  |